# Giraud Gayte
Pour les articles homonymes, voir Gayte.
Giraud ou Géraud Gayte (ou Gaite) (Clermont-Ferrand, fin du XIIIe siècle – Paris, 1322) est conseiller du roi, membre de la Chambre des comptes sous Louis X le Hutin et Philippe V le Long.
Les finances publiques constituent pour les Gayte une activité familiale parmi bien d'autres. Après avoir été receveur de Champagne, Giraud Gayte devient trésorier de Philippe V, et se rend odieux au peuple par sa fiscalité. Accusé de concussion à l'avènement de Charles IV, il est emprisonné au palais du Louvre où il meurt sous la torture. Son corps est ensuite exhibé au gibet de Montfaucon.